# Lewis (Iowa)
Lewis – miasto w Stanach Zjednoczonych, w stanie Iowa, w hrabstwie Cass. W 2000 roku liczyło 438 mieszkańców.